# Jérôme Bellanger
Pour les articles homonymes, voir Bellanger.
Jérôme Bellanger, né le 20 mars 1969 à Montreuil (Seine-Saint-Denis), est un militaire français.
Général d'armée aérienne, il est chef d'état-major de l'Armée de l'air et de l'espace depuis le 16 septembre 2024.

## Biographie

### Formation
Diplômé de l'École de l'air (promotion 1989 Clément Ader), Jérôme Bellanger est breveté pilote de chasse en 1993.

### Carrière militaire
Jérôme Bellanger dirige l'École de l'air et de l'espace de 2019 à 2020. À partir du 6 avril 2020, il est chef du cabinet du ministre des Armées.
Le 1er septembre 2021, il prend le commandement des forces aériennes stratégiques, l'une des trois composantes de la Force de dissuasion nucléaire française,.
Il est chef d'état-major de l'Armée de l'air et de l'espace depuis le 16 septembre 2024,,.

## Décorations
- Commandeur de la Légion d'honneur en 2024[9] (officier en 2017[10], chevalier en 2006[11]).
- Commandeur de l'ordre national du Mérite en 2021[12] (officier en 2013[13]).
- Médaille de l'Aéronautique.